# Ficus brachyclada
Ficus brachyclada là một loài thực vật có hoa trong họ Moraceae. Loài này được Baker mô tả khoa học đầu tiên năm 1883.